# Rettenberg
Rettenberg là một đô thị ở Oberallgäu bang Bayern thuộc nước Đức.